# Periquito-dos-tepuis
O Periquito dos tepuis (nome científico: Nannopsittaca panychlora) é uma espécie de ave pertencente à família Psittacidae, endêmica da região do Monte Roraima. 

## Descrição
Suas cores são compostas por verde claro e castanho nos olhos. Sua cauda é curta e redonda. Seus habitats naturais são floresta subtropical e tropical úmida de planície. 